# Бруно Сезар
Бруно Сезар (порт. Bruno César, нар. 3 листопада 1988, Санта-Барбара-д'Уесті) — бразильський футболіст, півзахисник клубу «Васко да Гама».
Виступав, зокрема, за лісабонські «Бенфіку» та «Спортінг», а також національну збірну Бразилії.

## Клубна кар'єра
Народився 3 листопада 1988 року в місті Санта-Барбара-д'Уесті. Бруно Сезар розпочав займатись футболом в клубі «Уніан Барбаренсе». Звідти він перейшов в «Баїю», з якою виграв молодіжний чемпіонат штату Баїя і став другим бомбардиром турніру з 23 м'ячами. Потім він виступав за молодіжні команди «Сан-Паулу», «Палмейраса» та «Греміо». Пізніше він повернувся в «Палмейрас». Але так і не діставшись до першої команди, бразилець перейшов в «Ульбру», де дебютував на дорослому рівні 21 січня 2009 року в матчі з «Авенідою». Забивши два голи в 6 матчах, Бруно Сезар перейшов в «Нороесте». 18 лютого 2009 року він дебютував в цій команді в матчі із «Ітуано», де його клуб програв 0:1. У тому ж році форвард перейшов у свій третій клуб, «Санту-Андре», де свою першу гру він провів 15 травня, вийшовши на заміну на 63-й хвилині зустрічі з «Корітібою»; матч його клуб виграв 4:2. Всього за клуб футболіст провів 22 матчі і забив 7 голів.

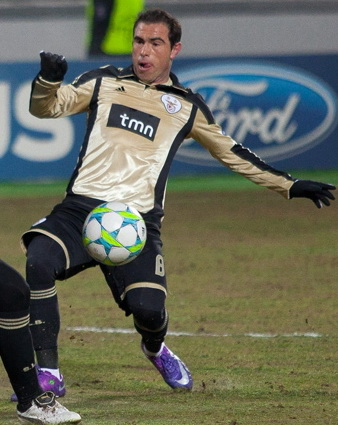
Бруно Сезар під час виступів за «Бенфіку». 15 лютого 2012 року.

У 2010 році Бруно Сезар перейшов в «Корінтіанс». 27 травня 2010 року він дебютував у складі команди у матчі з «Греміо Баруері» і через кілька секунд після виходу на заміну замість Еліаса забив гол; зустріч завершилася з рахунком 2:2. У своєму першому сезоні в клубі бразилець забив 14 голів в 31 матчі, ставши третім бомбардиром першості, слідом за Жонасом і Неймаром. Навесні 2011 року Бруно Сезар виступав слабо: він забив лише 1 м'яч в 18 проведених зустрічах.
30 березня 2011 року Бруно Сезар перейшов у португальську «Бенфіку», підписавши контракт на 6 років. Сума трансферу склала 6 млн євро. При цьому футболіст віддав перевагу «Бенфіці» перед іншим португальським клубом — «Порту». 27 липня він дебютував у складі клубу в матчі кваліфікації Ліги чемпіонів з турецьким «Трабзонспором». Бруно швидко став гравцем основи клубу, витіснивши зі складу Ноліто.
23 січня 2013 року Сезар перейшов у аравійський клуб «Аль-Аглі» за 5,5 млн євро, підписавши контракт на 3,5 роки. За власними словами футболіста він зробив це заради хороших фінансових умов: «Я не корислива людина. Це дуже хороший контракт, який дасть моїй родині фінансову стабільність. Хоча я, звичайно, розумію, що цей перехід віддаляє мене від мети бути в національній команді, Лізі чемпіонів і грати серед кращих команд світу».
У січні 2014 року Сезар відправився в оренду в «Палмейрас» до кінця грудня цього ж року, після чого повернувся в саудівський клуб, де дограв сезон 2014/15.
31 липня 2015 року Сезар перейшов із «Аль-Аглі» в португальський клуб «Ешторіл-Прая», деталі угоди невідомі. Проте вже в листопаді того ж року перейшов до іншого португальського клубу, «Спортінга».

## Виступи за збірну
У жовтні 2011 року Бруно Сезар вперше був викликаний до збірної Бразилії, де дебютував 10 листопада у матчі проти збірної Габону. Другу гру провів через чотири дні проти Єгипту (2:0). Після цього за збірну більше не грав.

## Досягнення
- Володар Кубка португальської ліги (2):

«Бенфіка»: 2011-12
«Спортінг»:  2017-18

### Особисті досягнення
- Кращий новачок чемпіонату Бразилії: 2010